# Curling na Zimních olympijských hrách 2018
Curlingové turnaje na Zimních olympijských hrách 2018 proběhly od 8. do 25. února 2018 v Gangneung Curling Centre. Na programu byly turnaje mužů, žen a nově i turnaj smíšených dvojic, zařazený do programu Her v roce 2015.

## Medailové pořadí zemí
| Pořadí | Země                         | Zlato | Stříbro | Bronz | Celkově |
| ------ | ---------------------------- | ----- | ------- | ----- | ------- |
| 1.     | Švédsko (SWE)                | 1     | 1       | 0     | 2       |
| 2.     | Kanada (CAN)                 | 1     | 0       | 0     | 1       |
| 2.     | Spojené státy americké (USA) | 1     | 0       | 0     | 1       |
| 4.     | Švýcarsko (SUI)              | 0     | 1       | 1     | 2       |
| 5.     | Jižní Korea (KOR)            | 0     | 1       | 0     | 1       |
| 6.     | Japonsko (JPN)               | 0     | 0       | 1     | 1       |
| 6.     | Norsko (NOR)                 | 0     | 0       | 1     | 1       |
|        | Celkem                       | 3     | 3       | 3     | 9       |

## Medailisté

### Muži
| Disciplína  | Zlato | Stříbro                                                                                          | Bronz                                                                             |
| ----------- | --- | ------------------------------------------------------------------------------------------------ | --------------------------------------------------------------------------------- |
| turnaj muži | Spojené státy americké (USA) · John Shuster · Tyler George · Matt Hamilton · John Landsteiner · Joe Polo | Švédsko (SWE) · Niklas Edin · Oskar Eriksson · Rasmus Wranå · Christoffer Sundgren · Henrik Leek | Švýcarsko (SUI) · Benoît Schwarz · Claudio Pätz · Peter de Cruz · Valentin Tanner |

### Ženy
| Disciplína  | Zlato | Stříbro                                                                                       | Bronz |
| ----------- | --- | --------------------------------------------------------------------------------------------- | --- |
| turnaj ženy | Švédsko (SWE) · Anna Hasselborgová · Sara McManusová · Agnes Knochenhauerová · Sofia Mabergsová · Jennie Wåhlinová | Jižní Korea (KOR) · Kim Eun-jung · Kim Kyeong-ae · Kim Seon-yeong · Kim Yeong-mi · Kim Cho-hi | Japonsko (JPN) · Satsuki Fujisawaová · Chinami Yoshidaová · Yumi Suzukiová · Yurika Yoshidaová · Mari Motohashiová |

### Smíšené soutěže
| Disciplína      | Zlato                                         | Stříbro                                         | Bronz                                                   |
| --------------- | --------------------------------------------- | ----------------------------------------------- | ------------------------------------------------------- |
| smíšené dvojice | Kanada (CAN) · Kaitlyn Lawesová · John Morris | Švýcarsko (SUI) · Jenny Perretová · Martin Rios | Norsko (NOR) · Kristin Skaslienová · Magnus Nedregotten |